# Péter Ács
Péter Ács (* 10. května 1981, Eger) je maďarský šachový velmistr (GM); titul získal v roce 1998. V roce 2001 vyhrál Juniorské mistrovství světa v šachu a v roce 2002 turnaj v Hoogeveenu před Alexandrem Chalifmanem, Judit Polgárovou a Loekem van Welym. V letech 2000, 2002 a 2004 reprezentoval Maďarsko na šachové olympiádě.
Jeho nejlepší výsledky zahrnují třetí místo na Mistrovství světa juniorů do šestnácti let, první místo v Budapešti v roce 1999 a další.
Jeho nejvyšší Elo dosáhlo v roce 2003 hodnoty 2 623.